# Culturismo naturale

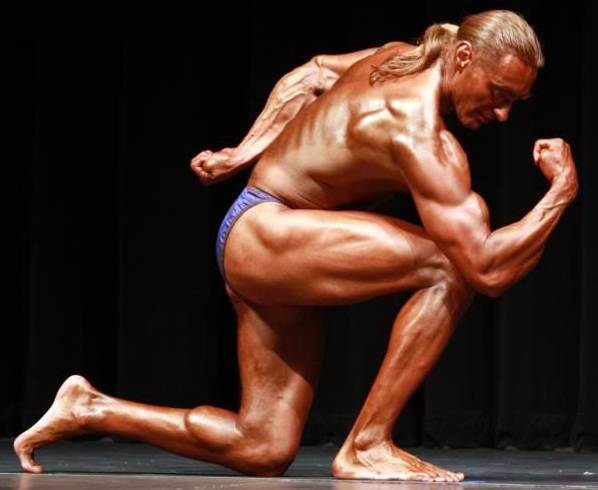
Culturista naturale in posa

Il culturismo naturale (in inglese natural bodybuilding) è un movimento di culturismo con varie competizioni che si svolgono per atleti che si astengono dall'uso di farmaci dopanti. Il culturismo naturale esclude categoricamente l'uso di sostanze come gli steroidi anabolizzanti, l'insulina, i diuretici e l'ormone della crescita umano.
Se un bodybuilder soddisfa i requisiti della federazione sportiva (il gruppo o l'autorità riconosciuta che sanziona e convalida le competizioni) in cui partecipa, allora è considerato "naturale". Il culturismo naturale è un punto controverso nella comunità del bodybuilding, perché anche senza l'uso di farmaci che migliorano le prestazioni, le quantità di cibo necessarie assunte, le tecniche di allenamento e la cura del corpo sono viste come un'impresa anormale per qualsiasi atleta. Ci sono anche molti atleti che affermano di essere naturali ma hanno fallito i test antidoping in passato e non tutti i concorsi di culturismo naturale sono soggetti a test antidoping. Esistono numerose federazioni che forniscono le proprie regole e regolamenti che regolano le procedure di competizione, le qualifiche degli eventi, gli elenchi di sostanze vietate e i metodi di test antidroga. I metodi di rilevamento del doping includono l'esame delle urine e del sangue e il test della macchina della verità (poco attendibile perché gioca un ruolo fondamentale lo stato nervoso dell'atleta); le federazioni in genere conducono questi test il giorno della competizione o poco prima.
Poiché i culturisti naturali evitano l'uso di steroidi e altri farmaci che migliorano le prestazioni, cercano di ottimizzare i loro regimi di allenamento, dieta e riposo per massimizzare la produzione naturale di ormoni anabolici, accelerando così il recupero e aumentando l'ipertrofia e la forza.

## Definizione
La definizione di ciò che vale come naturale è un punto controverso nel culturismo e i suoi praticanti. Alcune società di culturismo naturale considerano un atleta naturale se si è astenuto da farmaci dopanti negli ultimi 10 anni, in alcuni contesti invece (soprattutto oltreoceano) è sufficiente non superare una certa dose durante l'utilizzo di sostanze dopanti per mantenere la naturalità del soggetto.
In base a ciò il termine "natural" assume quindi una definizione soggettiva in base al regolamento delle federazioni in questione, al contesto geografico e al passato personale dell'atleta.